# Алпајн (Њу Џерзи)
Алпајн (енгл. Alpine) град је у америчкој савезној држави Њу Џерзи.

## Демографија
По попису из 2010. године број становника је 1.849, што је 334 (-15,3%) становника мање него 2000. године.
| Група             | 2000.         | 2010.         |
| Белци             | 1.647 (75,4%) | 1.197 (64,7%) |
| Афроамериканци    | 33 (1,5%)     | 44 (2,4%)     |
| Азијати           | 417 (19,1%)   | 482 (26,1%)   |
| Хиспаноамериканци | 55 (2,5%)     | 89 (4,8%)     |
| Укупно            | 2.183         | 1.849         |